# Rekha Sharma
Rekha Sharma – kanadyjska aktorka urodzona w Vancouver, najbardziej znana z roli Tory Foster w serialu Battlestar Galactica i Ellen Landry w Star Trek: Discovery.